# Mark Wells
Mark Ronald Wells (* 18. September 1957 in St. Clair Shores, Michigan; † 14. Mai 2024 in Escanaba, Michigan) war ein US-amerikanischer Eishockeyspieler, der bei den Olympischen Winterspielen 1980 in Lake Placid Olympiasieger im Eishockey wurde. 

## Karriere
Mark Wells begann seine Karriere als Eishockeyspieler bei den Detroit Junior Red Wings. Von 1975 bis 1979 besuchte er die Bowling Green State University, für deren Eishockeymannschaft er parallel in der National Collegiate Athletic Association spielte. In diesem Zeitraum wurde er im NHL Amateur Draft 1977 in der 13. Runde als insgesamt 176. Spieler von den Canadiens de Montréal ausgewählt, für die er allerdings nie spielte. Stattdessen verbrachte er die Saison 1979/80 zunächst beim Team USA während dessen Olympiavorbereitung sowie anschließend bei den professionellen Eishockeyteams Nova Scotia Voyageurs aus der American Hockey League sowie Flint Generals aus der International Hockey League. In der Saison 1980/81 erzielte der Center für die New Haven Nighthawks aus der AHL in 67 Spielen 43 Scorerpunkte, davon 14 Tore. In der Saison 1981/82 stand er in der IHL für die Fort Wayne Komets und seinen Ex-Klub Flint Generals auf dem Eis. Zudem bestritt er 14 Partien für die Oklahoma City Stars aus der Central Hockey League. Anschließend beendete er seine Karriere bereits im Alter von 24 Jahren. 

### International

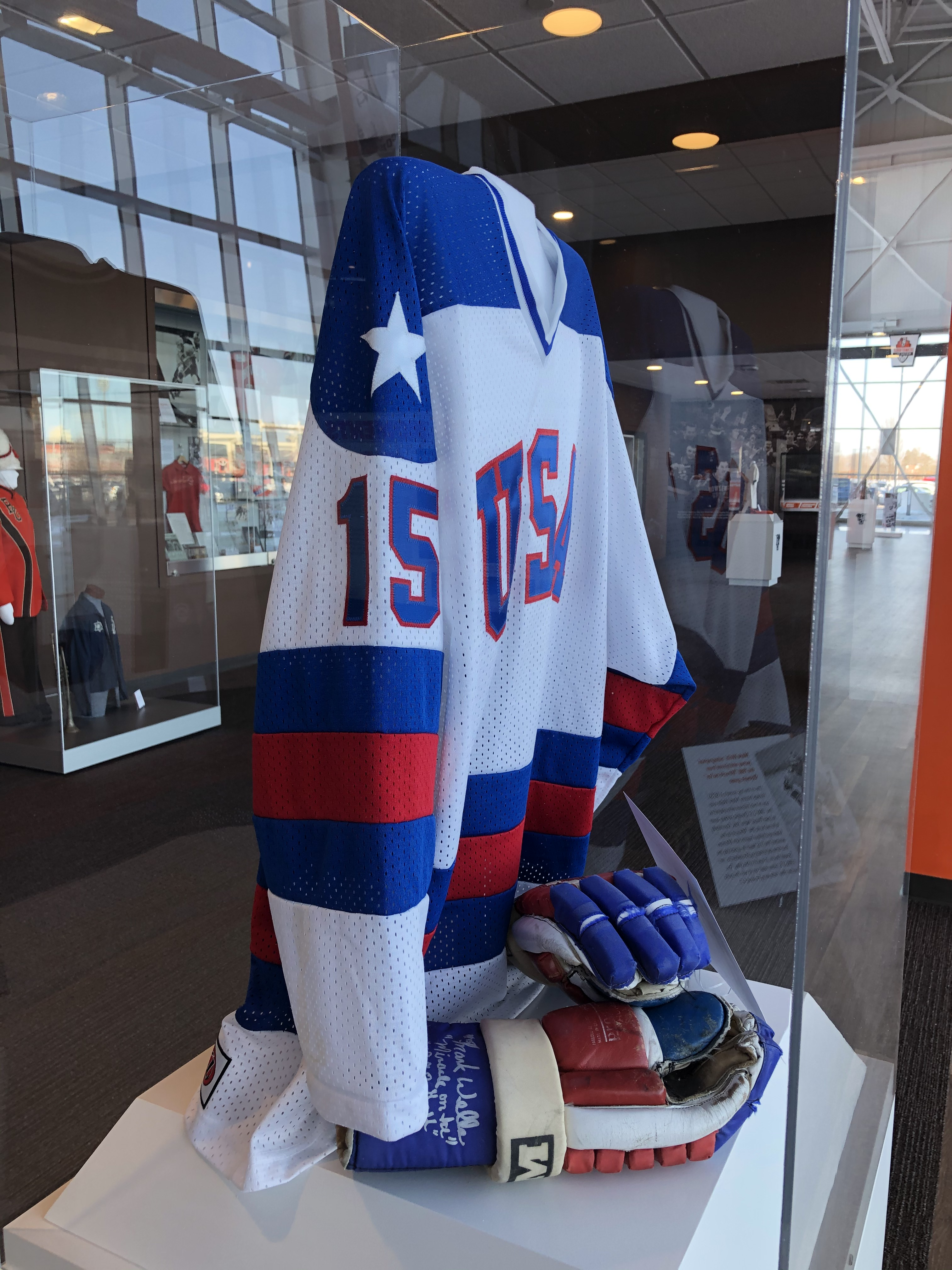
Trikot von Mark Wells

Für die USA nahm Wells an den Olympischen Winterspielen 1980 in Lake Placid teil. Beim Miracle on Ice gewann er mit seiner Mannschaft die Goldmedaille. Er selbst erzielte im Turnierverlauf in sieben Spielen zwei Tore und eine Vorlage. 2010 veräußerte Wells seine Goldmedaille für 310.700 US-Dollar, um die Behandlung seiner schweren Erkrankung bezahlen zu können.

## Erfolge und Auszeichnungen
- 1980 Goldmedaille bei den Olympischen Winterspielen